# Фузариум паслёновый
Фуза́риум (фуза́рий) паслёновый (лат. Fusárium soláni) — вид грибов-аскомицетов, относящийся к роду фузариум (Fusarium) семейства нектриевые (Nectriaceae). Ранее это название использовалось только применительно к анаморфной стадии гриба.
Представляет собой комплекс морфологически сходных филогенетических видов.

## Описание
Колонии на картофельно-декстрозном агаре (PDA) белые или кремовые, воздушный мицелий необильный. Часто образует спородохии, окрашенные в кремовые или сине-зелёные тона. Иногда образует фиолетовую или коричневатую пигментацию.
Макроконидии при культивировании на агаре с гвоздичными листьями (CLA) веретеновидно-серповидные, несколько изогнутые до почти прямых, с 3—7 септами. Верхняя и нижняя клетки закруглённые. Макроконидии с 3 септами 30—45 × 4,5—5,5 мкм. Микроконидии яйцевидные, эллипсоидальные или почковидные, одноклеточные или двуклеточные (редко трёхклеточные), собраны в слизистые головки на верхушке длинных фиалид. Часто образуются парные шаровидные или яйцевидные хламидоспоры.

### Отличия от близких видов
От комплекса Fusarium oxysporum отличается более длинными фиалидами, несущими головки более широких микроконидий.

## Экология и значение
Широко распространённый гриб, часто выделяемый из почвы и в качестве фитопатогена.
Важнейший фитопатоген, вызывающий гниль клубней картофеля, плодов томата, зерновках злаков.
Относится к категории BSL-2 потенциально патогенных микроорганизмов. Может вызывать кератит и эндокардит, а также аллергические реакции.

## Таксономия
Fusarium solani (Mart.) Sacc., Michelia 2 (7): 296 (1881). — Fusisporium solani Mart., Kartoff.-Epid. Letzt. Jahre: 20 (1842).

### Синонимы
- Fusarium martii Appel & Wollenw., 1910
- Fusarium striatum Sherb., 1915
- Fusisporium solani Mart., 1842
- Haematonectria haematococca auct.
- Nectria cancri Rutgers, 1913
- Neocosmospora solani (Mart.) L.Lombard & Crous, 2015